# 孝和太后

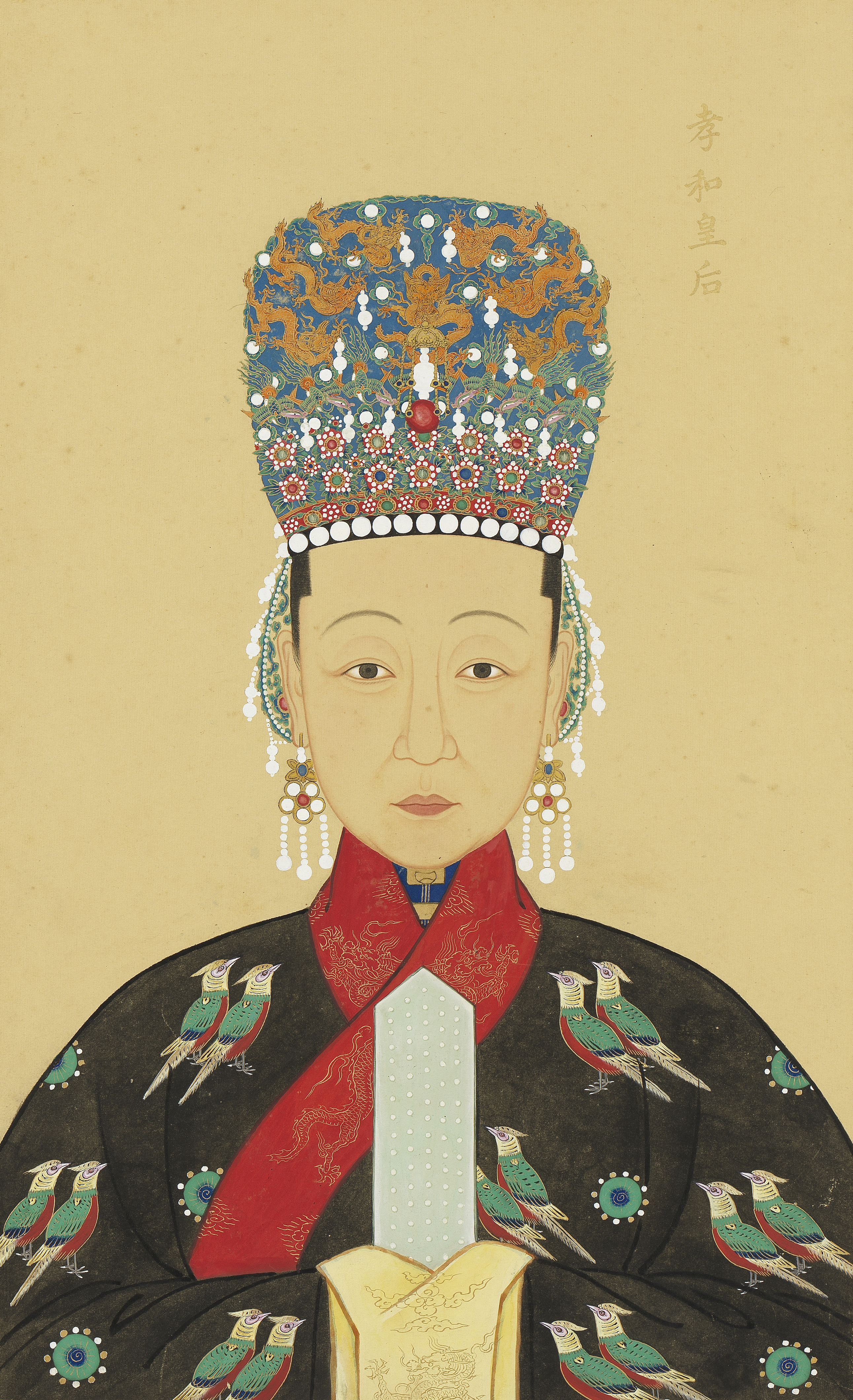
孝和太后王氏

孝和太后（こうわたいごう、万暦10年（1582年） - 万暦47年（1619年））は、明の泰昌帝の皇太子時代の側室で、天啓帝の母。姓は王氏。

## 生涯
順天府の庶民であった王鉞の娘として生まれた。万暦年間、太子朱常洛（後の泰昌帝）の邸に入り、選侍（皇子の側室）となった。万暦33年（1605年）、朱由校（後の天啓帝）を産んで、才人（皇子の妾妻）となった。万暦47年（1619年）3月、薨去した。太子妃（太子の正室）の礼で葬られた。 天啓帝が即位すると、皇太后の号を追贈された。

## 子女
- 朱由校（天啓帝）
- 朱由㰒 - 4歳で死去した。天啓帝が即位すると、簡懐王と追諡された。